# Чэпмен, Мэтт
Мэттью Джеймс Чэпмен (англ. Matthew James Chapman; 28 апреля 1993, Викторвилл, Калифорния) — американский бейсболист, игрок третьей базы клуба Главной лиги бейсбола «Торонто Блю Джейс». Обладатель Золотой ловушки на своей позиции по итогам 2018, 2019 и 2021 годов. Участник Матча всех звёзд лиги 2019 года. На студенческом уровне играл за команду университета штата Калифорния в Фуллертоне. На драфте Главной лиги бейсбола 2014 года был выбран в первом раунде под общим двадцать пятым номером.

## Биография

### Ранние годы и любительская карьера
Мэтт Чэпмен родился 28 апреля 1993 года в Викторвилле в Калифорнии. Старший из двух детей в семье. Окончил старшую школу Эль-Торо в Лейк-Форесте, три года выступал в составе её бейсбольной команды. В 2011 году был признан самым ценным игроком Лиги Южного побережья. После выпуска получил спортивную стипендию в университете штата в Фуллертоне.
В турнире NCAA Чэпмен дебютировал в сезоне 2012 года. Он сыграл 25 матчей на третьей базе, 22 на позиции шортстопа и три в роли назначенного отбивающего. Его суммарный показатель отбивания по итогам года составил 28,6 %, он был признан новичком года в конференции Big West. Летом 2012 года Чэпмен выступал в студенческой лиге Нортвудс, выиграв чемпионский титул в составе команды «Ла-Кросс Логгерс». В 2013 году он занял место стартового игрока третьей базы в университетской команде и провёл 53 игры с эффективностью отбивания 28,5 % и 37 RBI. В последующее межсезонье он играл за студенческую сборную США.
В сезоне 2014 года он сыграл в 54 матчах, показав лучший в студенческой карьере результат на бите 31,2 %. Чэпмен был надёжен и в защите, допустив только шесть ошибок в 157 игровых эпизодах. По количеству экстра-бейс-хитов он стал вторым в команде. По итогам сезона его включили в сборную звёзд конференции, он получил награду лучшему защитнику на третьей базе и был включён в сборную звёзд NCAA по версии Ассоциации бейсбольных тренеров Америки. Летом 2014 года на драфте Главной лиги бейсбола Чэпмен был выбран «Оклендом» в первом раунде под общим двадцать пятым номером. Контракт с клубом он подписал в июне, получив бонус в размере 1,75 млн долларов.

### Профессиональная карьера
Выступления на профессиональном уровне он начал в составе клуба A-лиги «Белойт Снэпперс». После окончания турнира Чэпмена перевели на уровень AA, где он стал победителем Техасской лиги в составе «Мидленд Рокхаундс». В 2015 году он перенёс несколько травм, но сыграл в 80 матчах за «Стоктон Портс», выбив 23 хоум-рана. К концу второго сезона карьеры он закрепился в статусе одного из лучших оборонительных игроков третьей базы и вошёл в список ста лучших молодых игроков по версии Главной лиги бейсбола. Весной 2016 года Чэпмен принял участие в сборах с основным составом «Окленда» и стал лидером команды по количеству выбитых хоум-ранов. Перед стартом чемпионата его перевели в «Рокхаундс», где он выбил 29 хоум-ранов, заняв первое место в Техасской лиге. По ходу сезона он принял участие в матче всех звёзд лиги, а по его итогам получил приз самому ценному игроку турнира. В 2017 году Чэпмена перевели на уровень AAA-лиги в состав команды «Нэшвилл Саундс». В первой части сезона он принял участие в 48 играх, отбивая с показателем 25,9 % и выбил 16 хоум-ранов. В июне он был вызван в основной состав «Атлетикс» и дебютировал в Главной лиге бейсбола.
Во второй части сезона 2017 года Чэпмен провёл за «Атлетикс» 84 игры, отбивая с показателем 23,4 %. Следующий сезон стал прорывным в его карьере. Он сыграл 145 матчей с атакующей эффективностью 27,8 % и 24 выбитыми хоум-ранами. В голосовании, определявшем самого ценного игрока Национальной лиги, он занял седьмое место. Не менее эффективно Чэпмен действовал в защите, получив по итогам года Золотую и Платиновую перчатки. После окончания сезона ему было сделано две операции: на пальце правой руки и левом плече. В 2019 году он принял участие в 156 матчах регулярного чемпионата. Его показатель отбивания снизился до 24,9 % из-за неудачной второй половины сезона, но Чэпмен выбил 36 хоум-ранов и набрал 91 RBI. Летом он впервые в карьере получил приглашение на Матч всех звёзд лиги. Второй год подряд он стал обладателем Золотой и Платиновой перчаток, закрепив за собой статус одного из ведущих защитников лиги на третьей базе наряду с Ноланом Аренадо.
В сокращённом из-за пандемии COVID-19 чемпионате 2020 года Чэпмен сыграл в 37 матчах, отбивая с эффективностью 23,2 %. Концовку сезона и плей-офф ему пришлось пропустить из-за травмы правого бедра, потребовавшей хирургического вмешательства. В январе 2021 года он избежал арбитражных слушаний, договорившись с «Атлетикс» о годичном контракте на сумму 6,49 млн долларов. В регулярном чемпионате Чэпмен провёл 151 игру. Он в третий раз в карьере стал обладатель Золотой перчатки лучшему защитнику на третьей базе, но его показатель отбивания сократился до 20,1 %. Он также выбил 27 хоум-ранов и набрал 72 RBI. В марте 2022 года «Окленд», планировавший сокращение платёжной ведомости, обменял его в «Торонто Блю Джейс» на четырёх молодых игроков, включая выбранного в первом раунде драфта 2021 года Гуннара Хоглунда. После обмена Чэпмен подписал с «Торонто» двухлетний контракт на сумму 25 млн долларов.
В чемпионате 2022 года Чэпмен сыграл за «Блю Джейс» 155 матчей. Он отбивал с эффективностью 22,9 %, полученные им 170 страйкаутов стали вторым худшим результатом в его карьере. При этом он второй сезон подряд выбил 27 хоум-ранов, а также заработал 76 RBI.